# Spiraalmineermot
De spiraalmineermot (Stigmella prunetorum) is een vlinder uit de familie dwergmineermotten (Nepticulidae). De wetenschappelijke naam is voor het eerst geldig gepubliceerd in 1855 door Stainton.
De soort komt voor in Europa.